# چالاباش (اردهان)
چالاباش (به ترکی استانبولی: Çalabaş) یک منطقهٔ مسکونی در ترکیه است که در اردهان واقع شده‌است.